# محمد إبراهيم ورسمي
محمد إبراهيم ورسمي (1943 - 18 أغسطس 2022)، (المعروف بحضراوي)، هو شاعر وكاتب مسرحي وشاعر غنائي من صوماليلاند. مُلقّب بـ«شكسبير الصومالي». وُلد عام 1943 في برعو. ويعتبر حضراوي من أشهر شعراء الصومال، ويحظى باحترام كبير في المجتمع الصومالي. كتب العديد من الأعمال المهمة في تاريخ بلاده وترجمت بعض أشعاره للغات مختلفة. وأمضى حضراوي خمس سنوات في السجن بين عامي 1973 و1978 في ظل الدكتاتورية العسكرية لسياد بري، لانتقاده النظام من خلال كتاباته.

## وفاته
توفي يوم الخميس 18 أغسطس 2022 في منطقة أرض الصومال، حيث كان يعيش. وكان يعاني مشاكل صحية.

## الجوائز
حصل على جوائز منها:
- جوائز الأمير كلاوس.